# Mercedes-Benz CLA
Mercedes-Benz CLA – samochód osobowy klasy kompaktowej produkowany pod niemiecką marką Mercedes-Benz od 2013 roku. Od 2025 roku produkowana jest trzecia generacja modelu.

## Pierwsza generacja

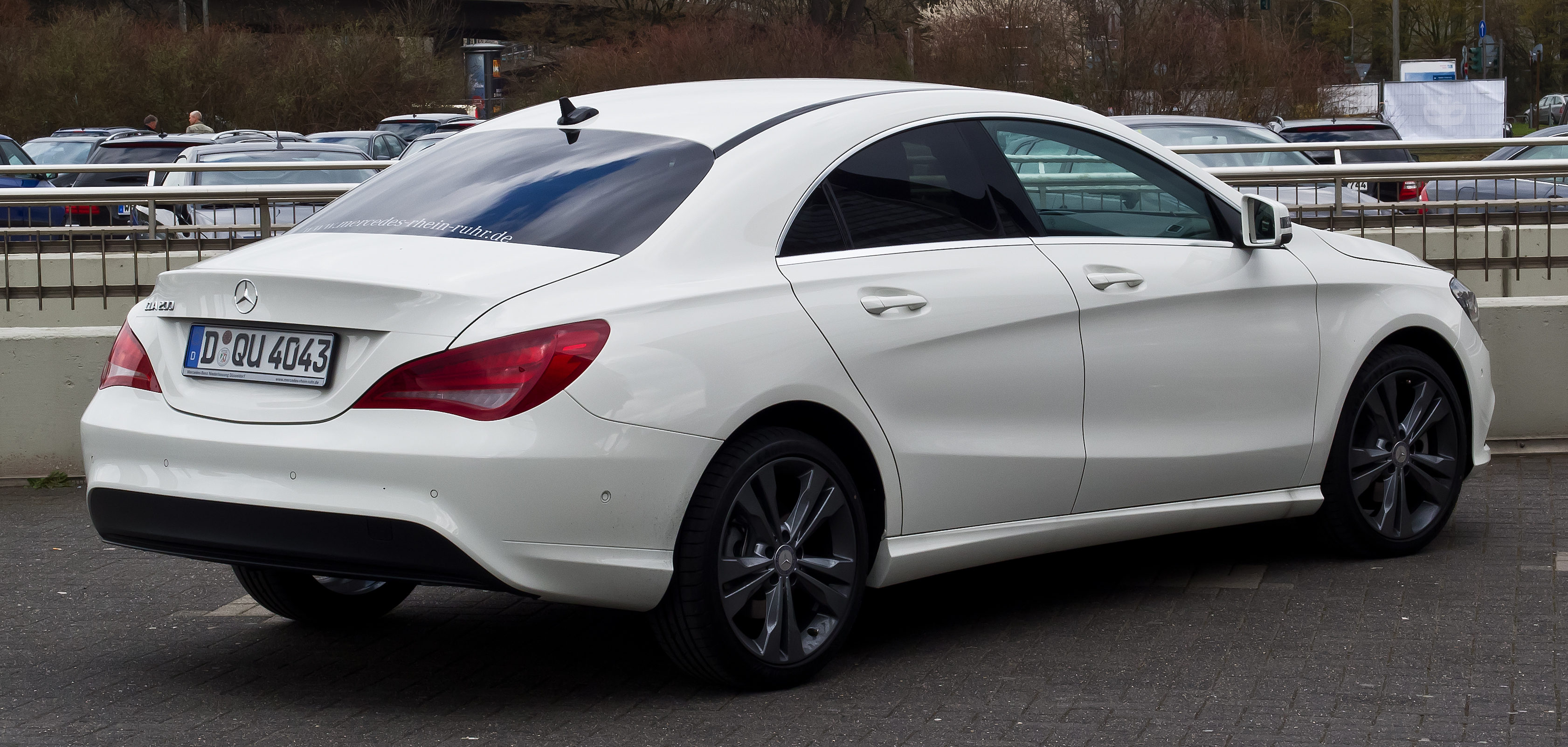
Mercedes-Benz CLA I (C117) – tył

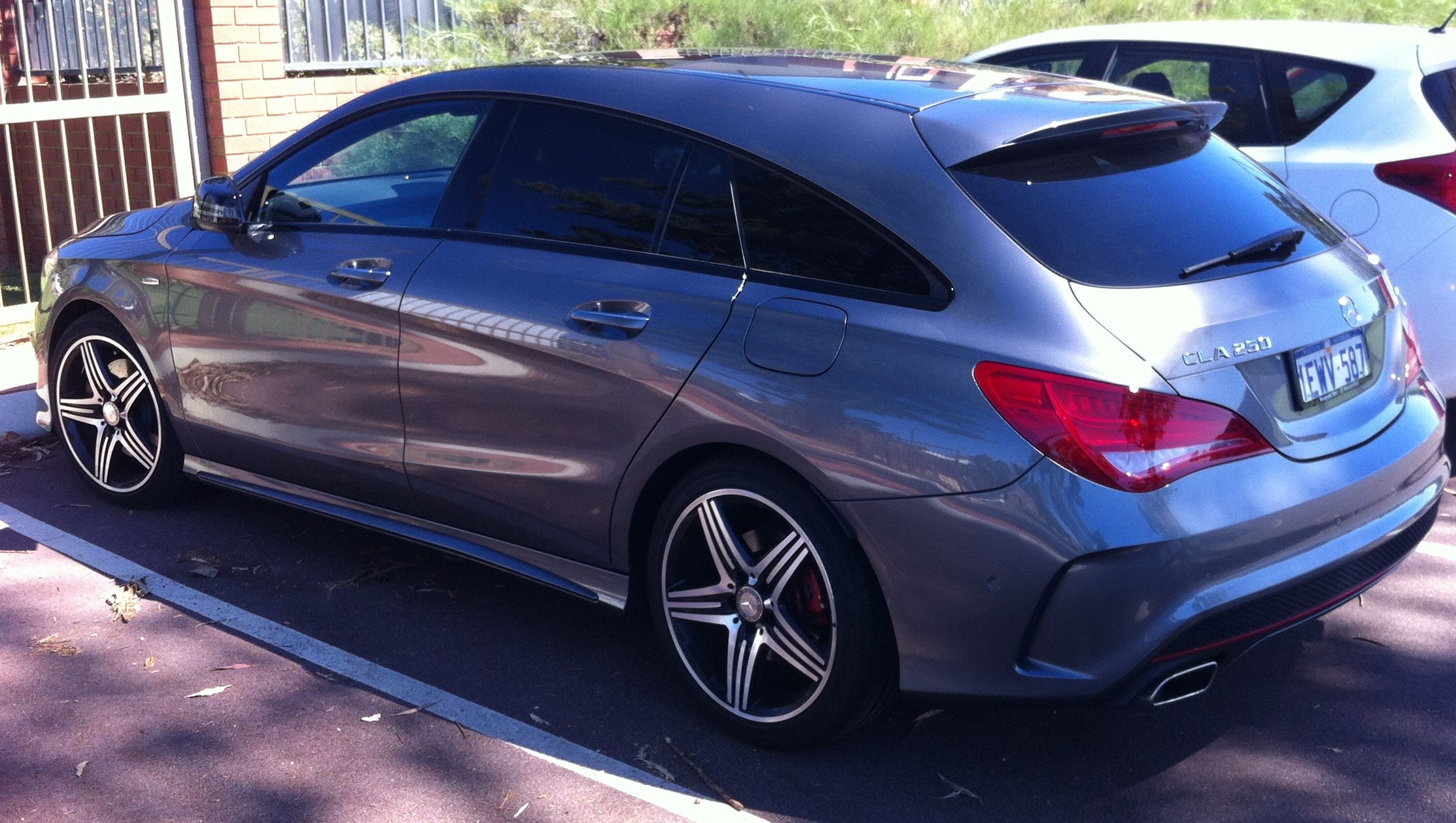
Mercedes-Benz CLA I Shooting Brake (X117)

Mercedes-Benz CLA I został zaprezentowany po raz pierwszy w styczniu 2013 roku.
W przeciwieństwie do większego modelu CLS, CLA pierwszej generacji o kodzie fabrycznym C117 nie było całkowicie odrębną konstrukcją, lecz tak naprawdę wersją sedan trzeciej generacji Klasy A. Studyjną zapowiedzią CLA był Mercedes-Benz Concept Style Coupé.
Produkcję pojazdu rozpoczęto w węgierskiej fabryce w styczniu 2013 roku. W oficjalnej uroczystości uczestniczył m.in. premier Węgier Viktor Orbán oraz doktor Dieter Zetsche, prezes marki Mercedes-Benz.
Samochód charakteryzuje się bardzo niskim współczynnikiem oporu powietrza wynoszącym Cx = 0,23. Z przodu pojazdu zastosowano kolumny MacPhersona natomiast z tyłu niezależne zawieszenie wielowahaczowe.
W listopadzie 2014 roku Mercedes zaprezentował model CLA w wersji kombi zwanej Shooting Brake o kodzie fabrycznym X117. Auto stało się tym samym najmniejszym kombi w rodzinie pojazdów marki ze Stuttgartu. Samochód, który trafi na rynek w marcu 2015 roku, oferowany będzie w pięciu wersjach silnikowych – do wyboru będą trzy odmiany benzynowe (o pojemności 1,6 l i 2,0 l) i dwie wysokoprężne (o pojemności 1,8l i 2,1 l). Przy okazji premiery odmiany Shooting Brake Mercedes zaprezentował również jej topowy model – CLA 45 AMG Shooting Brake. Auto napędzane jest dwulitrowym silnikiem o mocy 360 KM i 450 Nm. Przyspieszenie do 100 km/h trwa 4,7 s – prędkość maksymalna to 250 km/h.
W 2016 roku moc silnika wersji AMG wzrosła do 381 KM. Pozwoliło to na osiągnięcie 100 km/h w 4.2 sekundy od startu. W 2017 roku z kolei zaprezentowano wersję po liftingu. Otrzymała ona pełne oświetlenie LED, inaczej stylizowany przedni zderzak, nowe koło kierownicy i inne wkłady tylnych lamp.

### Silniki
Benzynowe:
- CLA 180 – R4, 1595 cm3, 122 KM
- CLA 180 BlueEFFICIENCY Edition – R4, 1595 cm3, 122 KM
- CLA 200 – R4, 1595 cm3, 156 KM
- CLA 220 4MATIC – R4, 1991 cm3, 184 KM
- CLA 250 – R4, 1991 cm3, 211 KM
- CLA 250 4MATIC – R4, 1991 cm3, 211 KM
- CLA 45 AMG 4MATIC – R4, 1991 cm3, 360 KM
- CLA 45 AMG 4MATIC po liftingu – R4, 1991 cm3, 381 KM

Diesla:
- CLA 180d – R4, 1461 cm3, 109 KM
- CLA 200d (4MATIC) – R4, 1796 cm3, 136 KM
- CLA 200d (4MATIC) po liftingu – R4, 2143 cm3, 136 KM
- CLA 220d (4MATIC) – R4, 2143 cm3, 170 KM
- CLA 220d (4MATIC) po liftingu – R4, 2143 cm3, 177 KM

### Wersje
- Standard
- Urban
- AMG Line
- Edition 1 – wersja limitowana z okazji premiery modelu; charakteryzuje się sportowym pakietem w stylu AMG[6].
- Yellow Night Editon (dostępny tylko dla wersji CLA 45 AMG)- cechuje się żółtymi akcentami, pakietem AMG Night oraz czarnym lakierem.
- Sport (dostępny tylko dla wersji CLA 250 i CLA 250 4MATIC)- podnosi moc do 218 KM, pakiet AMG i czerwone akcenty w standardzie.
- WhiteArt- pakiet stylistyczny, charakteryzuje się białym lub czarnym nadwoziem z czarnymi paskami.

Standardowe wyposażenie pojazdu obejmuje m.in. ABS, trzy stopniowy system ESP, system zapobiegania kolizjom (CPA) sprzężony z adaptacyjnym asystentem układu hamulcowego, system Distronic Plus utrzymujący automatycznie odstęp od poprzedzającego samochodu, system Adaptive Brake z funkcją Hold czyli osuszaniem tarcz hamulcowych i asystentem ruszania na wzniesieniu, adaptacyjne światło hamowania, poduszki powietrzne, ASR, system BAS czyli asystenta układu hamulcowego ze wspomaganiem siły hamowania, aktywne oświetlenie wypadkowe, czujnik świateł, elektryczny hamulec postojowy, aktywną maskę silnika, kierunkowskazy, światła do jazdy dziennej oraz tylne lampy wykonane w technologii LED, 6-głośnikowy system audio, elektrycznie sterowane szyby oraz elektrycznie regulowane i podgrzewane lusterka zewnętrzne z kierunkowskazami w technologii LED, klimatyzację, wyświetlacz, wielofunkcyjną kierownicę.
Opcjonalnie samochód wyposażyć będzie można m.in. pakiet schowków, pakiet AMG, pakiet antykradzieżowy, pakiet Exclusive, pakiet nocny, pakiet oświetleniowo-wizualny, pakiet pasa ruchu, w system Drive Kit Plus, który pozwala na łączenie z internetem, sportowy układ jezdny, tempomat, system parktronic, reflektory biksenonowe, inteligentny system oświetlenia ILS, reflektory przeciwmgielne, kamerę cofania, asystenta martwego pola, dodatkowe poduszki powietrzne, napęd 4MATIC, system audio Burmeister, Bluetooth, elektrycznie odsuwany panoramiczny dach.

## Druga generacja

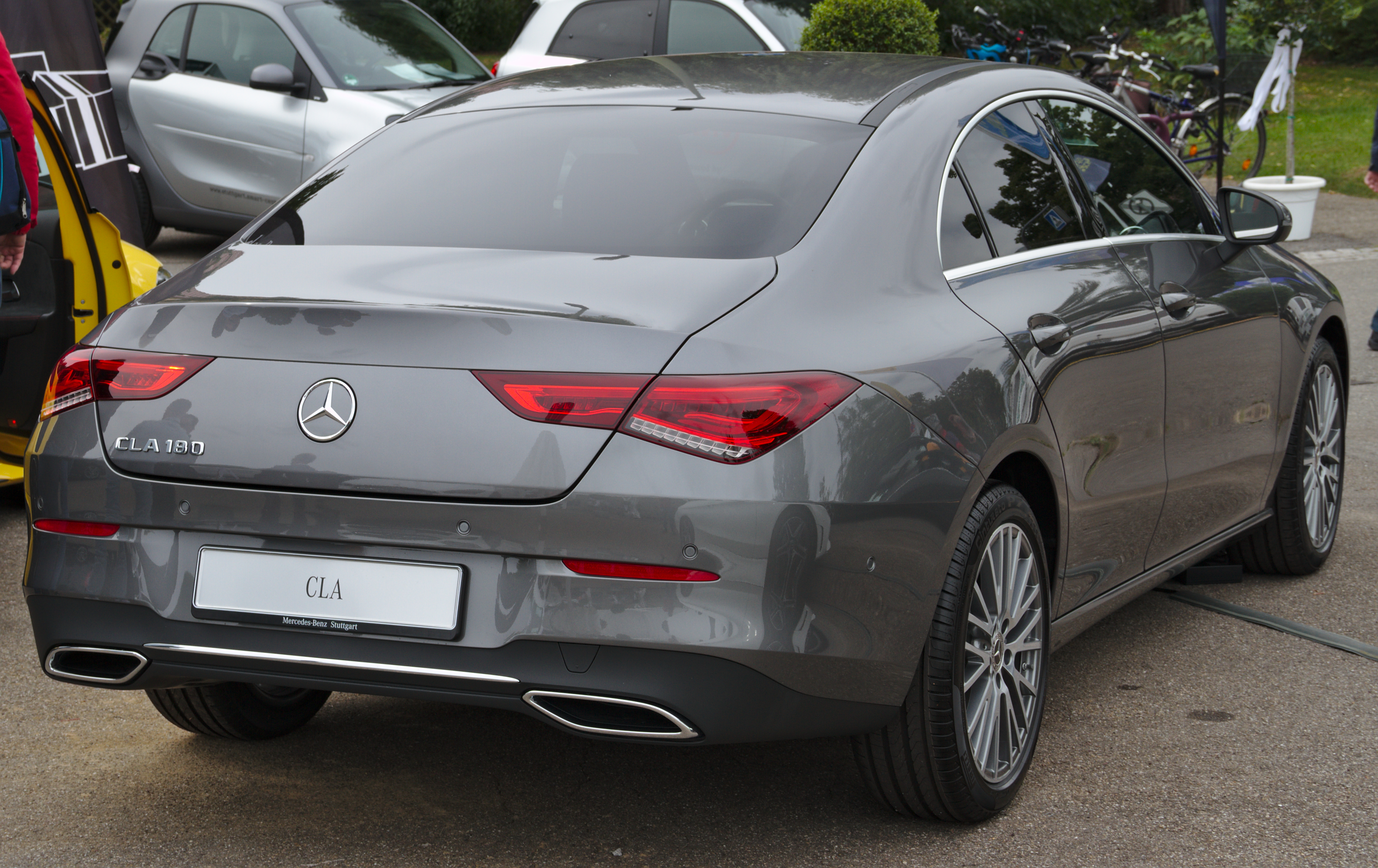
Mercedes-Benz CLA II (C118) – tył

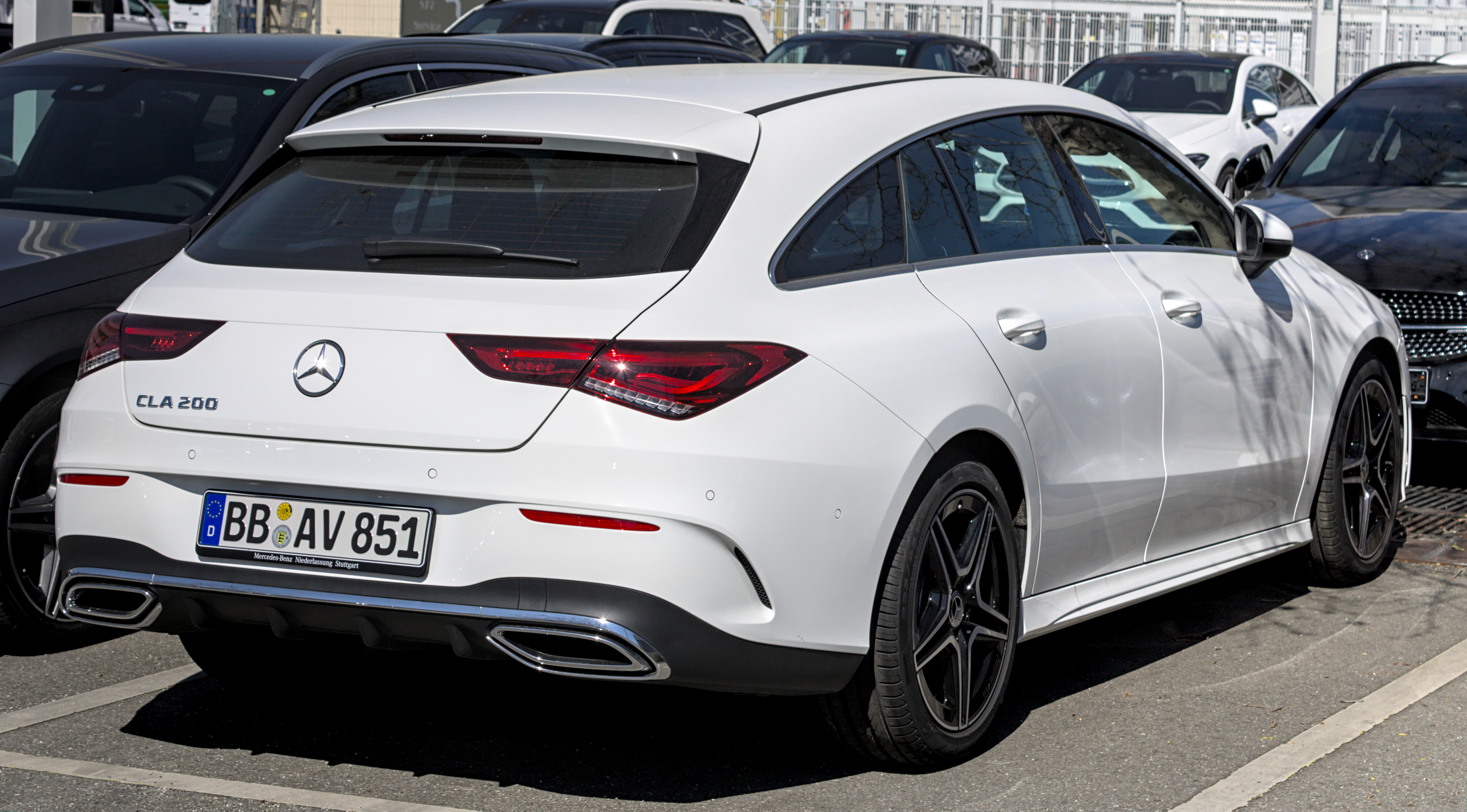
Mercedes-Benz CLA II Shooting Brake (X118)

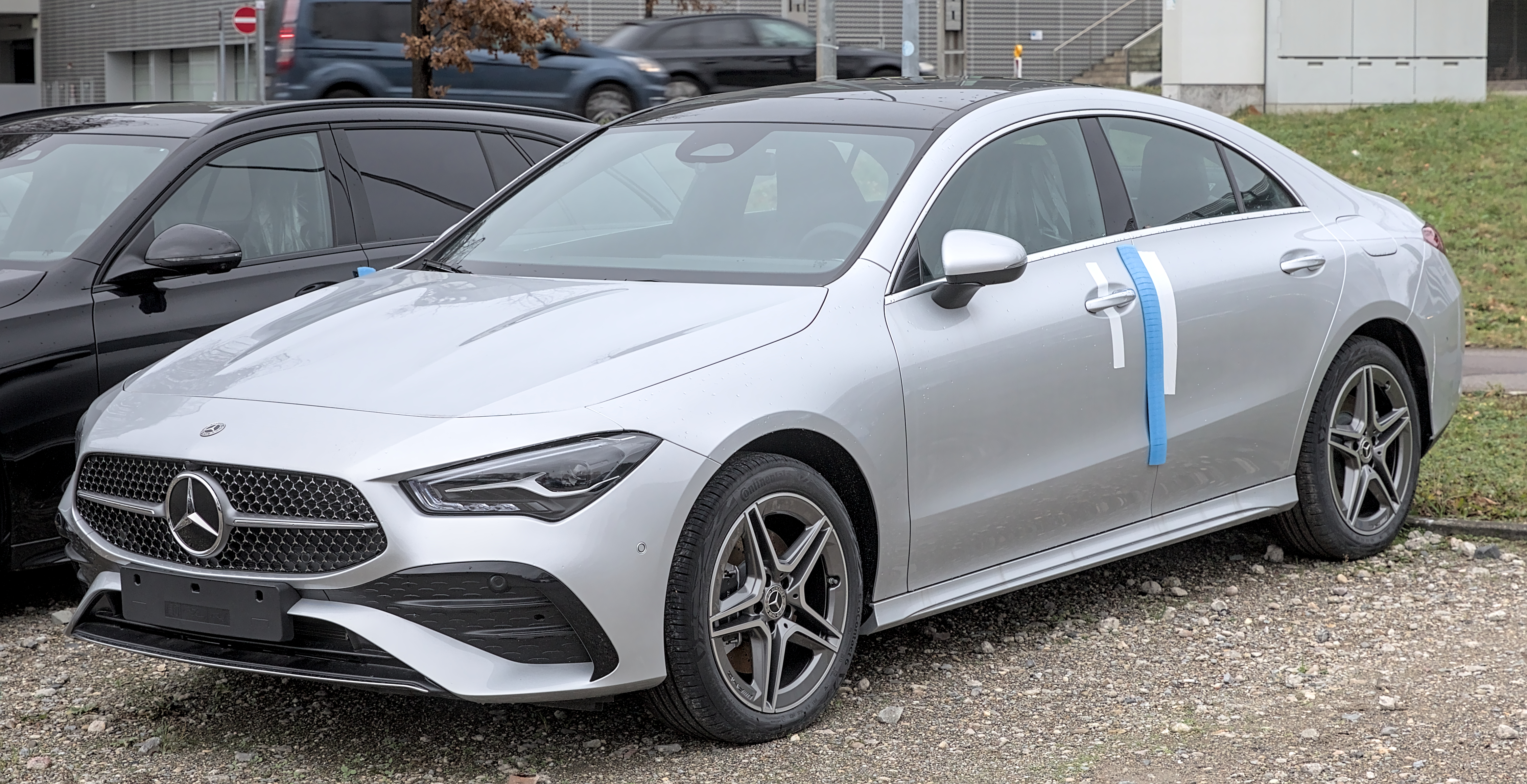
Mercedes-Benz CLA II (C118) po liftingu

Mercedes-Benz CLA II został zaprezentowany po raz pierwszy w styczniu 2019 roku.
Druga generacja CLA o kodzie fabrycznym C118 to radykalna zmiana koncepcji względem poprzednika. Tym razem samochód nie jest już odmianą sedan Klasy A, lecz odrębnym modelem o zupełnie innym wyglądzie nadwozia. CLA jest dłuższe, szersze i większe w środku. Stylistycznie samochód reprezentuje najnowszy kierunek stylistyczny Mercedesa, odznaczając się agresywnie zarysowanymi reflektorami i wąskimi, podłużnymi lampami z tyłu. Pokrewieństwo z Klasą A zostało jednak zachowane w środku, gdyż z jej najnowszej generacji w całości zapożyczono kokpit.
Na Geneva Motor Show w marcu 2019 premierę miała odmiana kombi oznaczona kodem X118, która ponownie nosi dodatkową nazwę Shooting Brake. Sprzedaż nowego CLA ruszyła latem 2019 roku, a odmiany pięciodrzwiowej – jesienią 2019 roku.

### Lifting
W styczniu 2023 roku samochód przeszedł modernizację. Zmiany zewnętrzne są praktycznie niezauważalne. Zmieniono boczne wloty w przednim zderzaku oraz dyfuzor w tylnym. Zmodyfikowano również układ elementów świetlnych w reflektorach i tylnych lampach, a grill wypełniają teraz dziesiątki małych gwiazdeczek.

## Trzecia generacja

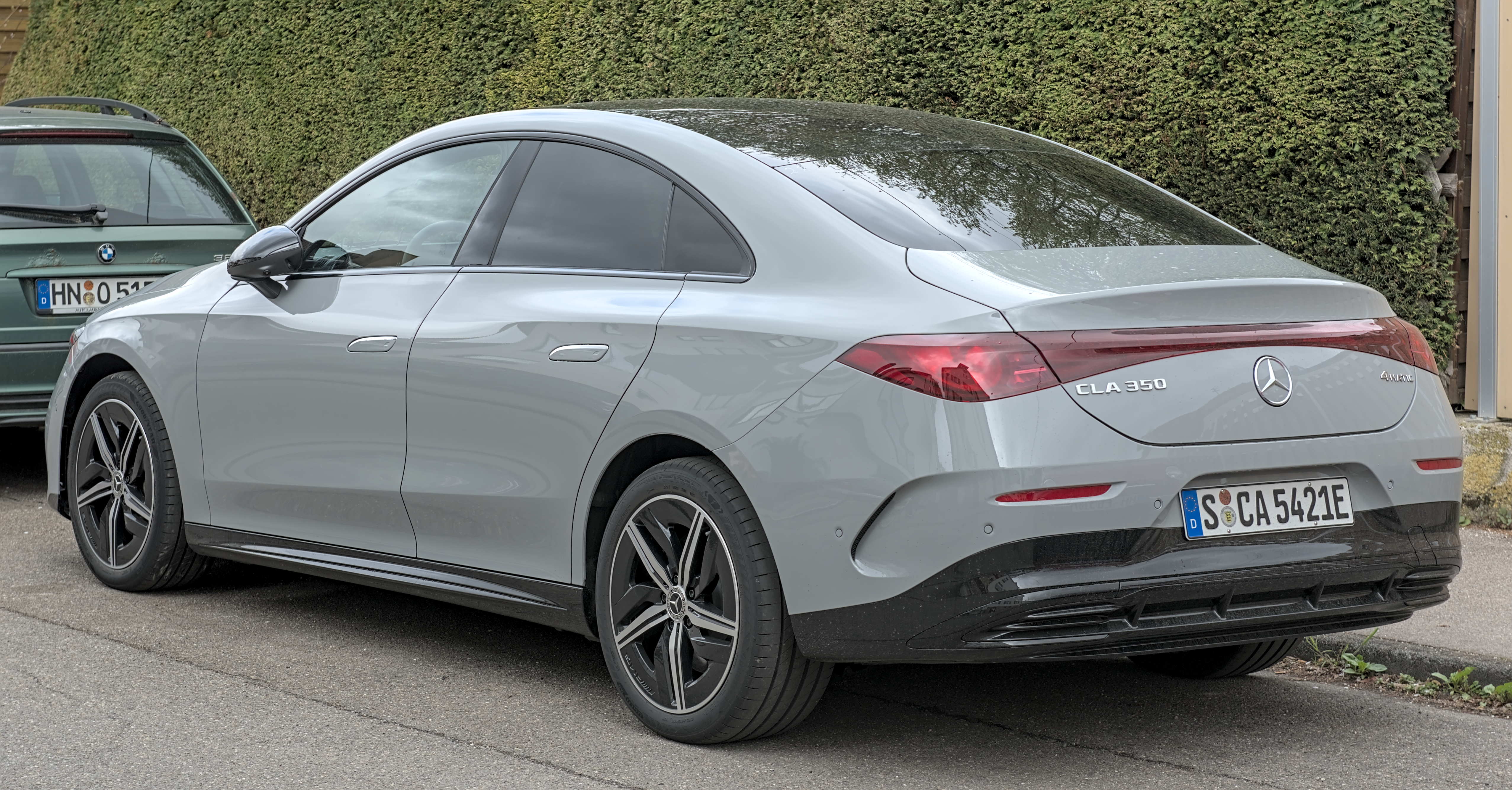
Mercedes-Benz CLA III - tył

Mercedes-Benz CLA III - Premiera nowego CLA  odbyła się 13 marca 2025r w Rzymie, podczas wydarzenia w Villa Miani. Model ten został zaprezentowany jako zarówno spalinowy, jak i elektryczny. Sprzedaż ma się rozpocząć w drugiej połowie 2025 roku.
Mercedes-Benz CLA III różni się od poprzednika głównie większymi wymiarami, co przekłada się na więcej miejsca w kabinie i bagażniku, a także zastosowaniem platformy dla napędów elektrycznych i hybrydowych. Oprócz tego, nowy CLA oferuje zaawansowane technologie, w tym system MBUX z inteligentną nawigacją i wsparciem AI, oraz możliwość bezprzewodowych aktualizacji oprogramowania.

### Wyposażenie
- CLA
- CLA Sport Edition
- CLA  AMG Line Edition
- CLA  AMG Line Premium Edition

Podstawowe wyposażenie Mercedesa CLA III (CLA) obejmuje m.in. system odzyskiwania energii podczas hamowania, poduszkę powietrzną chroniącą kolana kierowcy, tylną kamerę ułatwiającą parkowanie, pasywny system ochrony pieszych, asystenta świateł drogowych, a także zaawansowane funkcje łączności z nowoczesnym systemem operacyjnym MB.OS. Wnętrze charakteryzuje się wysokiej jakości materiałami, takimi jak skóra Nappa, aluminium i ekologiczne tkaniny z recyklingu, a także ambientowe oświetlenie z 64 wariantami kolorystycznymi.

### Silniki
| Silnik elektryczne | Moc maksymalna [KM] ( [kW] ) | Przyśpieszenie 0-100 km/h (s) | Prędkość maksymalna km/h | Zużycie energii (kWh/100 km) | Maksymalny zasięg WLTP |
| CLA 250+EQ         | 272(200)                     | 6.7                           | 210                      | 12,2 kWh                     | 791                    |
| CLA 350 4MATIC EQ  | 354(260)                     | 4.9                           | 210                      | 12,6 kWh                     | 769                    |